# Lars-Erik Moberg
Lars-Erik Moberg   (Katrineholm, 7 d'agost de 1957) és un piragüista suec, ja retirat, que va competir durant les dècades de 1970 i 1980.
El 1980 va prendre part en els Jocs Olímpics d'Estiu de Moscou, on fou novè en la prova del K-4 1.000 metres del programa de piragüisme. Quatre anys més tard, als Jocs de Los Angeles, disputà tres proves del programa de piragüisme. En les tres, K-1 500 metres, K-2 500 metres i K-4 1.000 metres, guanyà la medalla de plata. El 1988, a Seül, disputà els seus tercers i darrers Jocs Olímpics, amb una vuitena posició final en la prova del K-4 1.000 metres.
En el seu palmarès també destaquen vuit medalles al Campionat del Món en aigües tranquil·les, dues d'or, dues de plata i quatre de bronze entre les edicions de 1981 i 1987.